# Georges Grand
Pour les articles homonymes, voir Grand et MacLeod.
Georges Grand, né Valentin Pierre Louis MacLeod le 11 août 1864 à Paris 17e, où il est mort le 30 mars 1921, est un comédien sociétaire de la Comédie-Française.

## Biographie
Fils d'un père représentant de commerce d'origine anglaise et d'une mère écrivain connue sous le pseudonyme de « George Grand », Valentin MacLeod fait ses études au lycée Henri IV avant d'entrer après son baccalauréat à la Faculté de Droit. Tenté par le théâtre, et malgré trois échecs au concours d'entrée au Conservatoire, il abandonne ses études universitaires et trouve des engagements dans des théâtres de la banlieue parisienne.
Remarqué par André Antoine alors qu'il jouait aux théâtre des Gobelins, il est engagé en octobre 1889 dans la troupe du Théâtre-Libre et joue dans la pièce Le Père Lebonnard le rôle de Robert. Puis il crée Nello dans Les Frères Zenganno, Greyers Verle dans Le Canard Sauvage, Jacques Maresse dans Les Fourches caudines  et Rastignac dans Le Père Goriot. Remarqué par la critique et les directeurs de troupes, il entame alors une carrière dans le vaudeville avant d'entrer en 1906 à la Comédie-Française.
Georges Grand meurt subitement avenue de Villiers d'une crise cardiaque à l'âge de 56 ans après 15 ans passés dans la maison de Molière.
Il fut marié de 1916 à sa mort à l'actrice Gabrielle Colonna-Romano qui épousa ensuite l'acteur Pierre Alcover.

## Théâtre

### Hors Comédie-Française
- 1889 : Le Père Lebonnard de Jean Aicard, mise en scène André Antoine, Théâtre des Menus-Plaisirs
- 1890 : Les Frères Zemganno de Paul Alexis et Oscar Méténier d'après Edmond de Goncourt, mise en scène André Antoine, Théâtre des Menus-Plaisirs
- 1891 : La Rançon de Gaston Salandri, mise en scène André Antoine, Théâtre des Menus-Plaisirs
- 1892 : L'Envers d'une sainte de François de Curel, mise en scène André Antoine, Théâtre des Menus-Plaisirs
- 1893 : Madame Sans-Gêne de Victorien Sardou et Emile Moreau, Théâtre du Vaudeville
- 1899 : Amoureuse de Georges de Porto-Riche, Théâtre du Vaudeville
- 1899 : La Parisienne de Henry Becque, mise en scène André Antoine, Théâtre Antoine
- 1900 : La Robe rouge d'Eugène Brieux, Théâtre du Vaudeville
- 1900 : La Mort du Duc d'Enghien de Léon Hennique, mise en scène André Antoine, Théâtre Antoine
- 1901 : La Petite Paroisse d'Alphonse Daudet et Léon Hennique, mise en scène André Antoine, Théâtre Antoine
- 1901 : L'Honneur de Hermann Sudermann, mise en scène André Antoine, Théâtre Antoine
- 1901 : Le Capitaine Blomet d'Émile Bergerat, mise en scène André Antoine, Théâtre Antoine
- 1902 : Le Joug d'Albert Guinon et Jane Marny, Théâtre du Vaudeville
- 1902 : La Fille sauvage de François de Curel, mise en scène André Antoine, Théâtre Antoine
- 1903 : Antoinette Sabrier de Romain Coolus, Théâtre du Vaudeville
- 1904 : Oiseaux de passage de Lucien Descaves et Maurice Donnay, Théâtre Antoine
- 1904 : La Parisienne de Henry Becque, mise en scène André Antoine, Théâtre Antoine
- 1905 : Vers l'amour de Léon Gandillot, mise en scène André Antoine, Théâtre Antoine
- 1905 : L'Armature d'après Paul Hervieu, Théâtre du Vaudeville
- 1917 : Rien qu'un comédie en 1 acte d'André Pascales, Théâtre Edouard VII

### Comédie-Française
Entrée à la Comédie-Française en 1906
Sociétaire de 1908 à 1921
344e sociétaire
- 1905 : Connais-toi de Paul Hervieu : Pavail
- 1906 : Paraître de Maurice Donnay : Jean Raidzell
- 1906 : Poliche de Henry Bataille : Saint-Vast
- 1907 : La Maison d'argile d'Émile Fabre : Jean Rouchon
- 1907 : La Rivale de Henry Kistemaeckers et Eugène Delard : André Brizeux
- 1907 : L'Amour veille de Robert de Flers et Gaston Arman de Caillavet : André de Juvigny
- 1907 : L'Autre de Paul et Victor Margueritte : Jacques Frenot
- 1908 : Simone d'Eugène Brieux : Édouard de Sergeac
- 1909 : Le Masque et le bandeau d'Albert Flament : Pierre de la Villarcey
- 1908 : Amoureuse de Georges de Porto-Riche : Étienne Fériaud
- 1909 : La Rencontre de Pierre Berton : Adrien Serval
- 1909 : La Robe rouge d'Eugène Brieux : Etchepare
- 1909 : Connais-toi de Paul Hervieu : Pavail
- 1910 : Comme ils sont tous d'Adolphe Aderer et Armand Éphraïm : Comte de Latour-Guyon
- 1910 : Les Marionnettes de Pierre Wolff : Roger de Montclars
- 1911 : Primerose de Gaston Arman de Caillavet et Robert de Flers : Pierre de Lancry
- 1912 : Le Ménage de Molière de Maurice Donnay : Molière
- 1912 : Sapho d'Alphonse Daudet et Adolphe Belot : Jean Gaussin
- 1912 : Bagatelle de Paul Hervieu : Jincourt
- 1913 : Vouloir de Gustave Guiches : Philippe d'Estal
- 1913 : La Marche nuptiale de Henry Bataille : Roger Lechatelier
- 1916 : Le Barbier de Séville de Beaumarchais : Almaviva
- 1916 : Le Misanthrope de Molière : Alceste
- 1917 : L'Élévation de Henri Bernstein : Louis de Genois
- 1920 : Les Deux Écoles d'Alfred Capus : Édouard Maubrun

## Filmographie partielle
- 1909 : La Mort du duc d'Enghien en 1804 d'Albert Capellani : le duc d'Enghien
- 1910 : L'Évadé des Tuileries (ou Une Journée de la Révolution) d'Albert Capellani : le comte de Champcenetz
- 1911 : Péché de jeunesse (ou Le Roman d'un jour) d'Albert Capellani : le docteur
- 1910 : L'Honneur (ou Pour l'honneur) d'Albert Capellani
- 1911 : Le cœur pardonne (ou L'amour qui aime) de Georges Monca  : l'officier Dartaud
- 1911 : Le Voyageur inconnu  de Georges Monca : Engrave
- 1911 : Les Mains vengeresses de Georges Monca : Ivan Daniloff / Michel le vagabond
- 1912 : La Robe rouge de Henri Pouctal : Etchepare
- 1913 : Le Feu vengeur de Georges Monca : le peintre Lucien Henry
- 1913 : Zaza d'Adrien Caillard : Bernard Dufresne
- 1913 : L'Honneur / Pour l'honneur d'Henri Pouctal : le fils